# Lis Nilheim
Pour les articles homonymes, voir Nilheim.
Lis Nilheim, née le 5 juin 1944 à Stockholm (Suède) où elle meurt le 25 février 2025, est une actrice suédoise.
Elle remporte le prix de la meilleure actrice aux 11e Prix Guldbagge pour son rôle dans Maria. Elle apparaît dans plus de 45 films et émissions de télévision depuis 1964.

## Biographie

### Vie privée
Lis Nilheim est en couple avec Lars Göran Carlson depuis 1966.

## Filmographie (actrice)

### Au cinéma
- 1964 : Äktenskapsbrottaren de Hasse Ekman : Vilda, la fille de Victorin
- 1964 : Åsa-Nisse i popform : Kristina
- 1975 : Maria : Maria Widen
- 1978 : Chez nous : Eva-Lisa
- 1979 : Du är inte klok, Madicken : Alva (aussi chanteuse)
- 1979 : Jag är med barn : secrétaire
- 1980 : Madicken på Junibacken : Alva
- 1980 : Mannen som blev miljonär : Anne-Marie
- 1981 : Tuppen : épouse du directeur général
- 1981 : Gare aux Jönsson (Varning för Jönssonligan) : policière
- 1982 : Gräsänklingar : Lilian (en tant que Liz Nilheim)
- 1983 : Mot härliga tider : Katrin
- 1983 : Raskenstam : Agnes Bengtsson
- 1992 : Sunday's Children : épouse de Vicar
- 1993 : Härifrån till Kim : tante Agnes
- 1995 : Man kan alltid fiska (court métrage)
- 1996 : Att stjäla en tjuv : Tyra Persén
- 1997 : Selma & Johanna - En roadmovie : Brita
- 2003 : Paradiset : Barbro, la mère d'Annika
- 2007 : Darling : la mère de Miles

### À la télévision

#### Séries télévisées
- 1970 : Frida och hennes vän : Frida
- 1971 : Den byxlöse äventyraren : Maja
- 1971 : Här ligger en hund begraven : femme au bar
- 1972 : Bröderna Malm : Maggan
- 1979 : Madicken : Alva
- 1980 : Från Boston till pop : Lilian Rask
- 1982 : Zoombie : Doris
- 1983 : Den tredje lyckan : Kerstin Fransson
- 1983 : Distrikt 5 : Foster Parent
- 1983 : Spanarna : Margit
- 1985 : Lösa förbindelser : Stina
- 1988 : Guld! : Siv
- 1989 : Klassliv : mère de Richard (1989-1990)
- 1990 : Destination Nordsjön : maître d'hôtel
- 1992 : En komikers uppväxt : animatrice de programme
- 1993 : Rederiet : Marie-Louise
- 1995 : En nämndemans död : Märta
- 1995 : Majken : Lady à l'hôpital
- 1995 : Sjukan
- 1995 : Snoken : Vera Sjöblom
- 1996 : Nudlar och 08:or : Margaretha
- 1997 : Tre kronor (en) : Karin Persson
- 1999 : Jakten på en mördare : greffière de police

#### Téléfilms
- 1968 : Något att tala om i framtiden : Karin
- 1969 : Källarvåningen : Jane
- 1973 : Då är man nog ganska rädd : psychologue
- 1974 : Pang i bygget (sv) : architecte
- 1974 : Tjena Gary : Inger
- 1976 : Karlar är karlar om sanningen ska fram : Lucietta
- 1977 : Möss och människor : la femme de Curley
- 1980 : Spela Allan : Newsstand Lady
- 1982 : Pilsner & piroger : Berit Månsson
- 1986 : Plötsligt skulle vi skiljas
- 1987 : Råsopen : Greta
- 1988 : Sarkofagen : Anna Petrova
- 1991 : Kopplingen : Lisbet Rönn
- 1994 : Cool : Gittan
- 1998 : La Veuve tatouée : entraîneur à la gym
- 2002 : Taurus : la fille de Lagerlöf (épisode 3)
- 2005 : Hotelliggaren : Lilly Appelund

## Récompenses et distinctions
- 1975 : Guldbagge Award de la meilleure actrice pour Maria